# Число Шеннона
Число́ Ше́ннона — оценочное минимальное количество неповторяющихся шахматных партий, вычисленное в 1950 году американским математиком Клодом Шенноном. Составляет приблизительно 10120. 
Вычисление числа Шеннона описано в работе «Программирование компьютера для игры в шахматы» (англ. «Programming a Computer for Playing Chess»), опубликованной в марте 1950 года в журнале Philosophical Magazine и ставшей одним из фундаментальных трудов в развитии компьютерных шахмат как дисциплины. В основу вычислений легло предположение о том, что каждая игра длится в среднем 40 ходов и на каждом ходе игрок делает выбор в среднем из 30 вариантов. Для сравнения — количество атомов в наблюдаемой Вселенной составляет по разным оценкам от 1079 до 1081, то есть в 1040 раз меньше числа Шеннона.
Кроме этого, Шеннон высчитал и количество возможных позиций, равняющееся примерно:
{\displaystyle {\frac {64!}{32!\cdot {8!}^{2}\cdot {2!}^{6}}}\approx 10^{43}.}
Это число, однако, включает также ситуации, исключаемые правилами игры и поэтому недосягаемые в дереве возможных ходов. В настоящее время появился ряд работ, уточняющих или даже опровергающих это число.